# Steel Rain
Série
Steel Rain 2: Summit
(2020)
Pour plus de détails, voir Fiche technique et Distribution.
Steel Rain (hangeul : 강철비 ; RR : Gangcheolbi ; litt. « Pluie d'acier ») est un thriller sud-coréen écrit et réalisé par Yang Woo-seok, sorti 2017. Il s’agit de l'adaptation de sa bande dessinée numérique éponyme, publiée du 28 avril 2011 au 19 septembre 2016[réf. nécessaire].
Le film met en scène un coup d'État imaginaire en Corée du Nord et l'association entre un officier nord-coréen et un haut fonctionnaire sud-coréen afin d'éviter une guerre nucléaire entre les deux pays ennemis. C'est le deuxième film de 2017 à utiliser le thème d'une collaboration entre les deux Corées après Confidential Assignment, sorti en début d'année, qui avait totalisé presque huit millions d'entrées.
Il est premier au box-office sud-coréen de 2017 lors de sa première semaine alors qu'il fait face à Star Wars, épisode VIII : Les Derniers Jedi, sorti le même jour. Il bat la superproduction américaine avec presque trois fois plus d'entrées. Sa suite, Steel Rain 2: Summit, sort en 2020

## Synopsis
Eom Cheol-woo (Jeong Woo-seong), un officier nord-coréen et ancien espion, est chargé par son supérieur Ree Tae-han (Kim Kap-su (en)) d'éliminer deux hommes considérés comme trop proches du dirigeant suprême du pays et soupçonnés de préparer un coup d'État. Alors qu'il attend que ces cibles apparaissent lors d'une apparition publique du chef suprême du pays, des bombes explosent soudainement dans la foule. Des soldats nord-coréens rebelles arrivent sur place et mitraillent tous les survivants. Dans ce chaos, Eom Cheol-woo parvient à sauver la vie du chef suprême qui a été blessé. Pour s'en sortir, il décide de faire défection en Corée du Sud en emmenant le dictateur nord-coréen inconscient. Il doit ensuite rapidement collaborer avec Kwak Cheol-woo (Kwak Do-won), le chef des affaires de sécurité étrangère de Corée du Sud, afin d'empêcher une guerre nucléaire entre les deux Corées.

## Distribution
- Jeong Woo-seong : Eom Cheol-woo
- Kwak Do-won : Kwak Cheol-woo
- Kim Kap-su (en) : Ri Tae-han
- Kim Eui-sung : Lee Ee-seong
- Lee Geung-young : Kim Kyung-young
- Jo Woo-jin : Choi Myung-rok
- Jung Won-joong : Park Byung-jin
- Jang Hyun-sung : Jung Se-young
- Won Jin-ah : Ryeo Min-kyeong
- Kim Myung-gon : Mr. Ri
- Park Eun-hye : Kwon Sook-jung
- Park Sun-young : Kang Ji-hye
- An Mi-na : Song Soo-mi
- Won Jin-a : Ryeo Min-Kyung
- Lee Jae-yong : Park Kwang-dong
- Lee Yoon-gun : Park Yong-gun
- Kim Hyung-jong : Lee Hyang-pil
- Daniel Joey Albright : Peter, un pilote
- Kristen Dalton : Joanne Martin, responsable de la CIA en Corée du Sud
- Ron Donachie : Michael Dobbs, le secrétaire d'État américain
- Kim Ki-hyeon : Premier ministre de la Corée du Nord

## Tournage
Le tournage a lieu du 2 février au 1er juin 2017.

## Accueil
Steel Rain sort en Corée du Sud le 14 décembre 2017, totalisant 1,55 million de dollars pour 234 479 spectateurs le jour de sa sortie.